# George Smith (játékvezető)
George Smith (Edinburgh, 1943. október 14. – 2019. május 13.) skót nemzetközi labdarúgó-játékvezető.

## Pályafutása

### Nemzeti játékvezetés
Az I. Liga játékvezetőjeként 1991-ben vonult vissza.

#### Nemzeti kupamérkőzések
Vezetett kupadöntők száma: 5.

##### Skót labdarúgókupa
| Időpont         | Helyszín                      | Mérkőzés típusa | Mérkőzés                   | Eredmény | Nézők száma |
| --------------- | ----------------------------- | --------------- | -------------------------- | -------- | ----------- |
| 1980. május 10. | Hampden Park Stadion, Glasgow | döntő           | Celtic FC–Rangers FC       | 1 – 0    | 70 303      |
| 1988. május 14. | Hampden Park Stadion, Glasgow | döntő           | Celtic FC–Dundee United FC | 2 – 1    | 74 000      |
| 1990. május 12. | Hampden Park Stadion, Glasgow | döntő           | Aberdeen FC–Celtic FC      | 0 – 0    | 60 493      |

##### Skót labdarúgó-ligakupa
| Időpont           | Helyszín                      | Mérkőzés típusa | Mérkőzés               | Eredmény | Nézők száma |
| ----------------- | ----------------------------- | --------------- | ---------------------- | -------- | ----------- |
| 1988. október 23. | Hampden Park Stadion, Glasgow | döntő           | Aberdeen FC–Rangers FC | 2 – 3    | 72 122      |
| 1989. október 22. | Hampden Park Stadion, Glasgow | döntő           | Aberdeen FC–Rangers FC | 2 – 1    | 61 190      |

### Nemzetközi játékvezetés
A Skót labdarúgó-szövetség Játékvezető Bizottsága (JB) terjesztette fel nemzetközi játékvezetőnek, a Nemzetközi Labdarúgó-szövetség (FIFA) 1977-től tartotta nyilván bírói keretében. A FIFA JB központi nyelvei közül a angolt beszéli. 
Több nemzetek közötti válogatott és klubmérkőzést vezetett, vagy működő társának partbíróként segített. A skót nemzetközi játékvezetők rangsorában, a világbajnokság-Európa-bajnokság sorrendjében többedmagával a 19. helyet foglalja el 3 találkozó szolgálatával. Az aktív nemzetközi játékvezetéstől 1991-ben búcsúzott. Válogatott mérkőzéseinek száma: 8.

#### Labdarúgó-világbajnokság
A világbajnoki döntőkhöz vezető úton Olaszországba a XIV., az 1990-es labdarúgó-világbajnokságra  a FIFA JB játékvezetőként alkalmazta. Selejtező mérkőzéseket az UEFA zónákban vezetett. A FIFA JB elvárása szerint, ha nem vezetett, akkor partbíróként tevékenykedett. Egy csoportmérkőzésen 2. számú besorolást kapott. Világbajnokságon vezetett mérkőzéseinek száma: 1 + 1 (partbíró).

##### 1990-es labdarúgó-világbajnokság

###### Selejtező mérkőzés
| Időpont            | Helyszín                         | Mérkőzés típusa           | Mérkőzés              | Eredmény | Nézők száma |
| ------------------ | -------------------------------- | ------------------------- | --------------------- | -------- | ----------- |
| 1988. november 2.  | Idrætsparken Stadion, Koppenhága | előselejtező (1. csoport) | Dánia–Bulgária        | 1 – 1    | 34 600      |
| 1989. november 15. | Qemal Stafa Stadion, Tirana      | előselejtező (2. csoport) | Albánia–Lengyelország | 1 – 2    | 10 000      |

###### Világbajnoki mérkőzés
A mérkőzés hevességére jellemző, hogy 5 sárga lapot kellett kiosztania, utolsó figyelmeztetés céljából. 
| Időpont          | Helyszín                         | Mérkőzés típusa              | Mérkőzés            | Eredmény | Nézők száma |
| ---------------- | -------------------------------- | ---------------------------- | ------------------- | -------- | ----------- |
| 1990. június 15. | Artemio Franchi Stadion, Firenze | csoportmérkőzés (A. csoport) | Ausztria–Csehország | 0 – 1    | 38 962      |

#### Nemzetközi kupamérkőzések

##### UEFA-kupa
| Időpont          | Helyszín                    | Mérkőzés típusa                           | Mérkőzés                              | Eredmény |
| ---------------- | --------------------------- | ----------------------------------------- | ------------------------------------- | -------- |
| 1979. október 3. | Üllői úti Stadion, Budapest | előselejtező (első fordulót; 2. mérkőzés) | Ferencvárosi TC–PFK Lokomotiv Szofija | 2 – 0    |

## Sportvezetői pályafutása
Az aktív pályafutástól való visszavonulását követően a skót Labdarúgó Szövetség alkalmazásába került.